# Mighty Morphin Power Rangers: Mega Battle

Mighty Morphin Power Rangers: Mega Battle — відеогра Beat 'em Up, заснована на телесеріалі Mighty Morphin Power Rangers, розроблена перуанською студією Bamtang Games. Вперше було оголошено в жовтні 2016 року  Він був випущений 17 січня 2017 року  Гра ніколи не була фізично випущена і доступна лише через цифрове завантаження.

## Ігровий процес
Гра проводить гравців через перші два сезони Mighty Morphin Power Rangers. До чотирьох гравців можуть грати за будь-якого з оригінальних Могутніх Могутніх Рейнджерів Morphin (Джейсон, Зак, Тріні, Кімберлі, Біллі або Томмі), а також армію монстрів Ріти Репулси. 
Сфери досвіду можна збирати, щоб придбати посилення здоров’я для атак, а вибір рівня відкривається після завершення гри. MMPR 2 Томмі з’являється як DLC, а також Роккі, Адам, Айша та Кетрін (замінюють Джейсона, Зака, Тріні та Кімберлі) для команди. MMPR 2 Біллі також є персонажем DLC.

## Розповідь
Історія починається з того, що всі п’ятеро підлітків, які прибувають у парк Енджел-Гроув, починають тренуватися, поки не підійдуть до кристала. Вони також стикаються з Балком і Черепом, доки один за одним не з’являться Патрульні. Щойно тривожна кількість Putties оточує підлітків, їх телепортують до командного центру. Альфа 5 і Зордон знайомляться з підлітками, і, як правило, відбувається повторне уявлення про коронацію перших епізодів, коли підлітки стають рейнджерами. Команду відправляють, щоб знову відбити патруль; тепер вони мають можливість перетворюватися на свої форми рейнджерів. По дорозі вони зустрічають Могутнього Мінотавра, Жорсткого Лицаря, Мадам Горе та Чоловіка-Близнюка як суб-босів, Воїнів Тенга, які замінюють Патрульний Патруль, коли пізніше Лорд Зедд замінює Ріту за те, що вона не змогла перемогти Могутніх Рейнджерів.
Коли в місті з’являються вежі, рейнджери та їхній мегазорд руйнують вежі та не менше відбиваються від форм мегамонстрів Сепентерри, Короля Сфінкса та Голдара. Томмі (з промиванням мізків як Злий Зелений Рейнджер) бореться з рейнджерами, але зрештою приєднується до команди. Лорд Зедд зазнав поразки, а могутні рейнджери святкують свою перемогу.
Король Сфінкс, монстр із 4-го епізоду Mighty Morphin Power Rangers, є босом у грі. 

## Рецепція
Згідно з Metacritic, гра отримала «загалом несприятливі відгуки».